# Laura Cunningham Wilson
Laura Cunningham Wilson (født 13. oktober 1939 i Massachusetts i USA) er en amerikansk fotograf. Hendes fotografier har været i New York Times Magazine, The New Yorker, Vanity Fair, GQ Magazine, London’s Sunday Times Magazine, Wallpaper og the Washington Post Magazine.
Wilson har undervist om fotografering på Harvard University, The International Center of Photography in New York City, The San Francisco Museum of Art og University of Texas.
Wilson var gift med Robert Andrew Wilson. De boede sammen i Dallas, Texas i USA og forældre til de 3 sønner (der alle er inden for skuespillerbranchen) Andrew Wilson, Owen Wilson og Luke Wilson.

## Bøger
- Grit & Glory (2003)
- Avedon at Work: In the American West (2003)
- Hutterites of Montana (2000)
- Watt Matthews of Lambshead (1989)